# Alan H. Schoenfeld

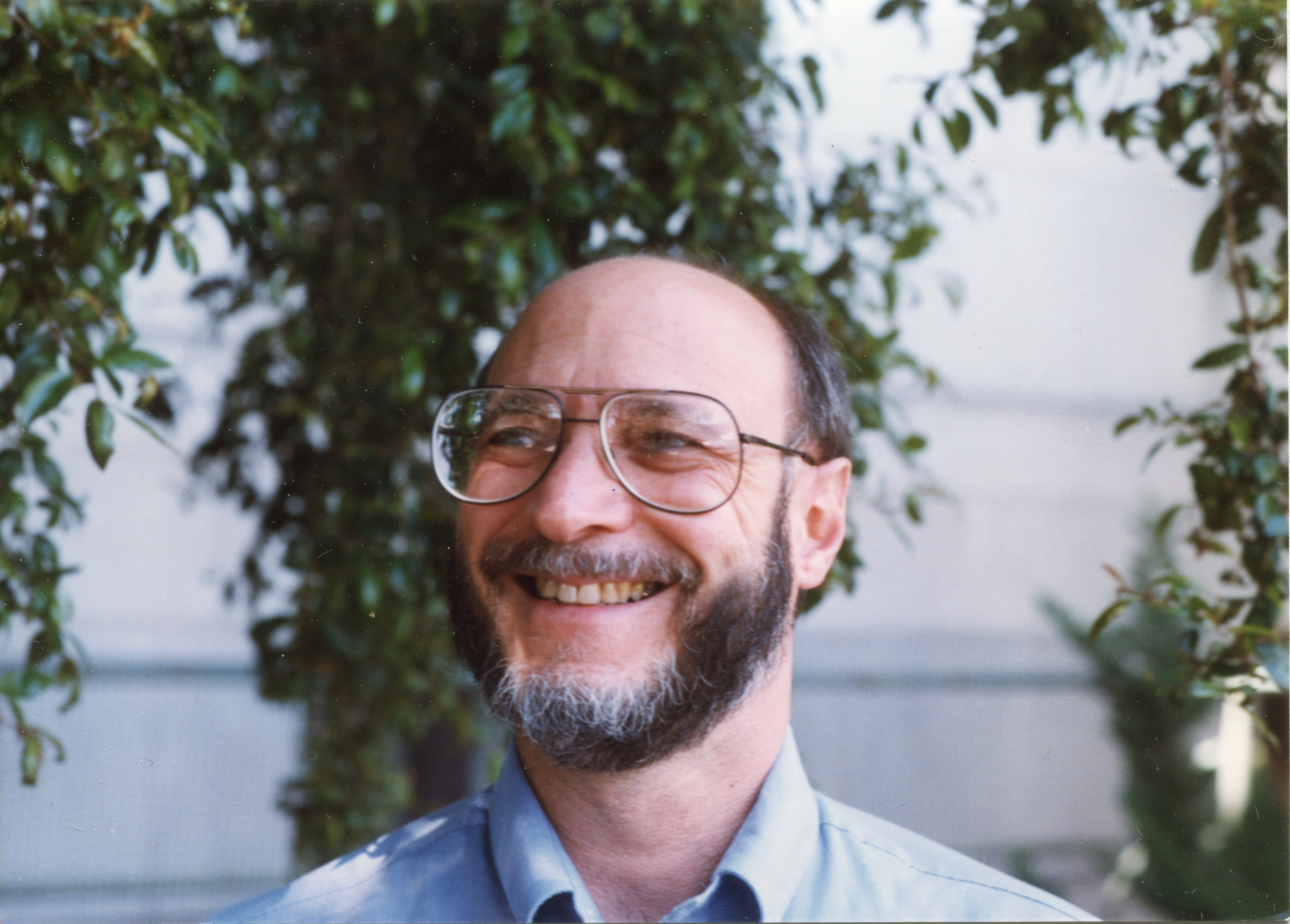
Alan H. Schoenfeld im Jahr 1998

Alan H. Schoenfeld  (* 9. Juli 1947 in New York City) ist ein US-amerikanischer Mathematiker und Mathematikdidaktiker.
Alan Schoenfeld studierte am Queens College in New York mit dem Bachelor-Abschluss 1968 sowie an der Stanford University mit dem Master-Abschluss in Mathematik 1969 und der Promotion bei Karel de Leeuw 1973 (Topological and Measure-Theoretic Studies on Cantor Sets and Peano Spaces). 1973 wurde er Lecturer in Mathematik an der University of California, Davis, und 1975 Lecturer in der Graduate Group in Science and Mathematics Education (SESAME) an der University of California, Berkeley. Dort wechselte er von der Mathematik zur Forschung in Mathematikdidaktik. 1978 wurde er Assistant Professor und später Associate Professor am Hamilton College sowie 1981 Associate Professor an der University of Rochester. Ab 1985 war er wieder in Berkeley als Leiter der Mathematics Education Group und erhielt dort 1987 eine volle Professur. Seit 1994 ist er zusätzlich Professor an der University of Nottingham. Er ist Elizabeth and Edward Connor Professor of Education in Berkeley (und zusätzlich Mathematikprofessor).
Als Mathematiker befasste er sich mit Topologie und Maßtheorie. Er befasste sich mit Psychologie des mathematischen Problemlösens und Metakognition und Kognitionswissenschaft. Bekannt ist er für sein Buch Mathematical Problem Solving von 1985. In den 1980er Jahren wandte er sich vom Problemlösen der Frage zu, wie das am besten in der Lehre zu vermitteln ist.
2011 erhielt er die Felix Klein Medal. 1994 wurde er Mitglied der National Academy of Education der USA und 2001 war er ihr Vizepräsident. Er war Präsident der American Educational Research Association (AERA) und ist Fellow der American Association for the Advancement of Science. 1980 erhielt er den Lester Randolph Ford Award für Teaching Problem Solving Skills.
Schoenfeld leitete das Team beim National Council of Teachers of Mathematics, das die Standards für High Schools festlegte (veröffentlicht 2000).

## Schriften
- als Herausgeber: Assessing Mathematical Proficiency, Cambridge UP, 2007
- mit Alan H. Sloane: Mathematical Thinking and Problem Solving, Taylor and Francis 2016
- How we think: A theory of goal-riented decision making and its educational applications, Routledge 2010.
- Can heuristics be taught ?, in: J. Lockhead, Cognitive process instruction, Philadelphia: Franklin Institute Press 1979
- Heuristics in the Classroom, in: Yearbook of the National Councils of Teachers of Mathematics, 1980
- Mathematical Problem Solving, Academic Press 1985
- Learning to think mathematically: Problem solving, metacognition, and sense-making in mathematics, in: D. Grouws (Hrsg.), Handbook of Research on Mathematics Teaching and Learning, Macmillan 1992
- mit J. P. Smith, A. A. Arcavi: Learning, in: R. Glaser (Hrsg.), Advances in Instructional Psychology, Band 4, 1993, S. 55–175
- What´s the fuss about metacognition ?, in: A. Schoenfeld (Hrsg.), Cognitive science and mathematics education, Hillsdale: Erlbaum 1987
- Toward a theory of teaching-in-context, Issues in Education, Band 4, 1998, S. 1–94
- When good teaching leads to bad results: The disasters of'well-taught'mathematics courses, Educational psychologist, Band 23, 1988, S. 145–166
- Explorations of students' mathematical beliefs and behavior, Journal for research in mathematics education, Band 7, 1989, S. 338–355
- Beyond the purely cognitive: Belief systems, social cognitions, and metacognitions as driving forces in intellectual performance, Cognitive science, Band 7, 1983, S. 329–363
- mit Douglas J. Hermann: Problem perception and knowledge structure in expert and novice mathematical problem solvers, Journal of Experimental Psychology: Learning, Memory, and Cognition, Band 8, 1982, S. 484